# Rowland Wolfe
Rowland Wolfe   (Dallas, 8 d'octubre de 1914 - Conroe, 14 de gener de 2010) va ser un gimnasta artístic estatunidenc que va competir durant la dècada de 1930.
El 1932 va prendre part en els Jocs Olímpics de Los Angeles, on guanyà la medalla d'or en la prova de tumbling del programa de gimnàstica.